# Alentejo

Região do Alentejo

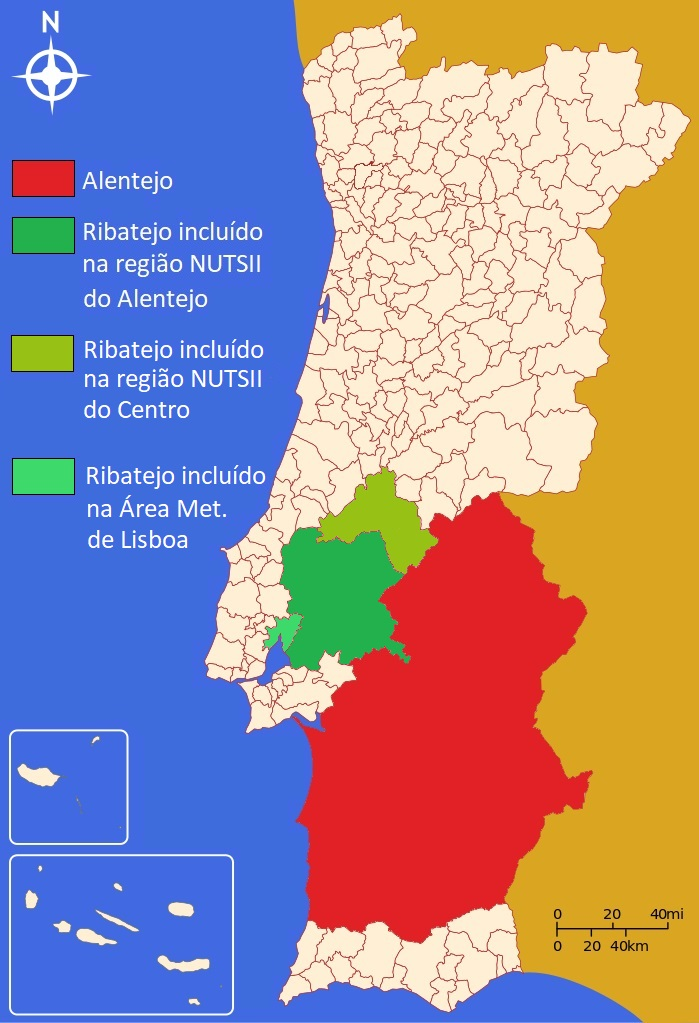
Locatie van de regio (Nuts 2) van Alentejo. Rood: Alentejo; Donkergroen: deel van de Ribatejo dat deel uitmaakt van de Nuts 2-regio Alentejo; Lindegroen: deel van de Ribatejo dat deel uitmaakt van de Nuts 2-regio van het centrum; lichtgroen: deel van de Ribatejo dat deel uitmaakt van het stadsgebied van Lissabon

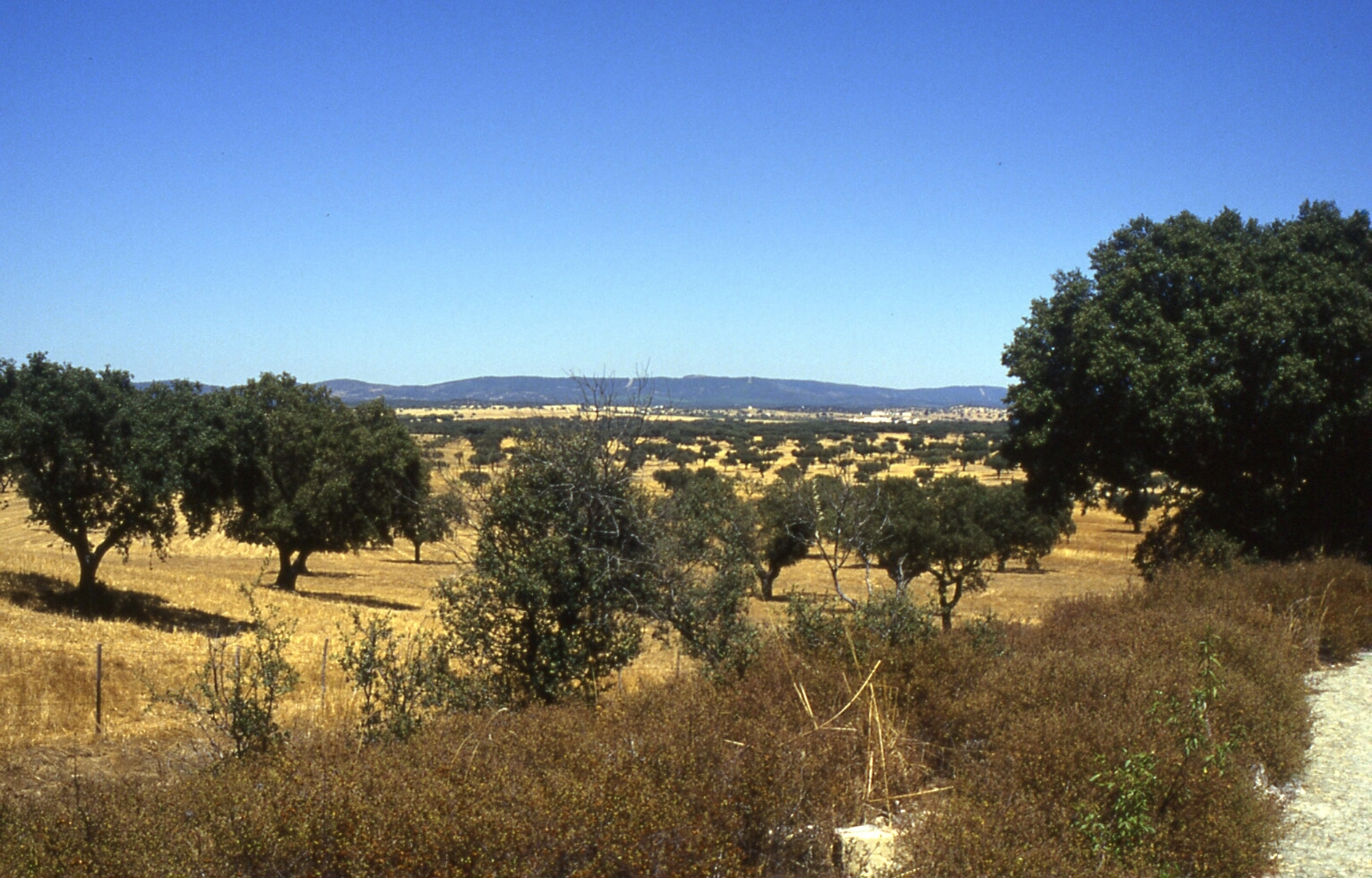
Alentejo

Alentejo (uitspraak: [ɐlẽ'tɛʒu]) is een zuid-centraal gebied in Portugal. De naam, "além do Tejo" betekent letterlijk "over de Taag". Het gebied wordt in het noorden begrensd door de Taag met ten noorden daarvan de regio Centro, in het oosten door Spanje, in het westen door Lissabon en de Atlantische Oceaan en in het zuiden door de Algarve.
Het is een van de vijf regio's van Portugal (NUTS 2). Het gebied is geen bestuurlijke eenheid; de indeling heeft voornamelijk een functie in het verzamelen van statistische informatie.
Alentejo omvat vijf subregio's (NUTS 3):
- Alentejo Central
- Alentejo Litoral
- Alto Alentejo
- Baixo Alentejo
- Lezíria do Tejo

De belangrijkste steden zijn  Évora (hoofdstad), Portalegre, Beja, Sines en Elvas
Er wonen 776.585 mensen (2001) op een oppervlakte van 26.000 km². In 2013 woonden er nog ongeveer 750.000 mensen. Het is met ongeveer 29 inwoners per km² zeer dunbevolkt.
Het landschap varieert erg, met golvende velden in het zuiden tot granieten heuvels die in het noordoosten aan Spanje grenzen. Om de waterbehoefte te dekken is er een aantal dammen gebouwd. De bekendste is de Alqueva-dam in de Guadianarivier, waardoor een meer van 250 km² is ontstaan.

## Landschap
Alentejo wordt de "broodmand" van Portugal genoemd, het is een gebied met open land met golvende velden en vruchtbare grond. Er zijn enkele steden en erg veel heel kleine dorpjes. Bij de heuvels in de buurt van Estremoz zijn marmergroeves, waar wit, grijs, zwart en roze marmer gevonden wordt.  
Natuurparken
Ten oosten van Portalegre ligt het Parque Natural da Serra de São Mamede, een fascinerend natuurpark met oude middeleeuwse dorpjes die nog weinig veranderd zijn. In het zuiden bij Mértola is het Parque Natural do Vale Guadiana. Dit is merendeels onbewoond en is het tegenovergestelde van het eerste. In het westen is de kuststrook die van de haven van Sines tot Kaap van São Vicente loopt het Parque Natural do Sudoeste Alentejano e Costa Vicentina. Ten noorden van Sines tot aan Tróia heet de kuststrook de Costa Azul.
Forten
Omdat een deel van Alentejo langs de Spaanse grens ligt, werden daar forten gebouwd. De nazaten van de familie Bragança, die jarenlang over Portugal heerste, hebben nog steeds grote ommuurde kastelen. Zij stonden vaak op heuveltoppen, zodat met vuren signalen aan elkaar konden worden doorgegeven.

## Landbouw en veeteelt

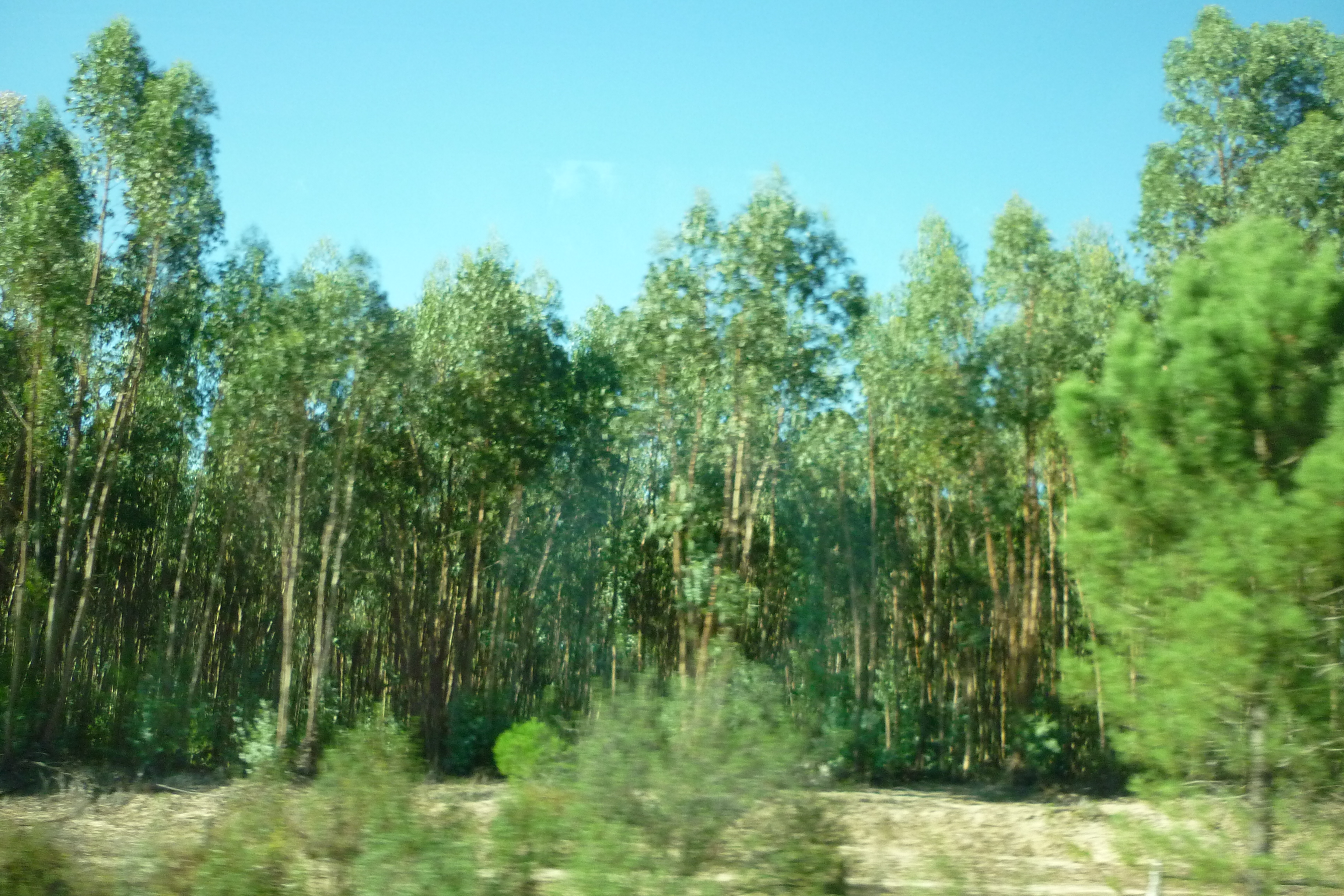
Eucalyptus
Aangezien deze boom uitheems is (hij kwam in 1830 uit Australië), wordt hij niet beschermd. Portugezen zijn trots op hun kurkeiken en oude olijfbomen, maar vinden de eucalyptus niet mooi. De bomen zijn zeer brandbaar. Hij onttrekt veel water aan zijn omgeving. Doordat hij langvezelig is kan hij goed voor de productie van papier gebruikt worden. In 1957 slaagde het bedrijf Cacia erin van het hout papierpulp te maken.
Kurkeik
De kurkeik is een beschermde boomsoort. Het oogsten van kurk geschiedt eenmaal per negen jaar. Van de bast worden kurken gemaakt. Minder bekend is dat de bast in water kan worden gekookt. Het volume neemt dan ongeveer 30% toe, de kurk wordt dan heel soepel en kan in heel dunne plakken gesneden worden. Deze plakken worden op plastic geplakt waarna er handtassen, portefeuilles en andere gebruiksvoorwerpen van gemaakt kunnen worden. De Alentejo is de grootste kurkproducent in de wereld.
Steeneik
De steeneik is eveneens een beschermde boomsoort. In de streek zijn in uitgestrekte velden vele zeer oude exemplaren te vinden. De steeneik is een van de symbolen van de regio.
Olijfbomen
Olijven zijn er om te eten maar de meeste olijven worden gebruikt voor het maken van olijfolie. Hiervan wordt veel naar Italië geëxporteerd om daar gebotteld te worden en als Italiaanse olie verkocht te worden. De nieuwe aanplant van olijfbomen wordt zodanig gesnoeid dat er machinaal geoogst kan worden door dezelfde machines die druiven oogsten. De oudste olijfboom van Portugal is ruim 2200 jaar oud. Hij is tot monument verklaard.
Tarwe
Traditioneel was de Alentejo de broodmand van Portugal. Sinds Portugal in 1986 lid werd van de Europese Gemeenschap is er veel veranderd. Het kweken van tarwe was minder winstgevend, reden waarom de boeren overschakelden op wijnbouw.
Druiven
De wijnbouw in Portugal heeft geprofiteerd van de EU. De wijn uit Alentejo heeft een D.O.C.-statuut. De oude traditie van wijnbouw is lange tijd in verval geweest, maar vandaag de dag is het de snelst groeiende wijnregio in Portugal, die vaak uitstekende wijnen voortbrengt. Er bevinden zich talloze grote wijndomeinen, en langs autoroutes zijn de belangrijkste wijngaarden van de streek te zien. Het verbouwen van wijn kan mede door de aanleg van verschillende stuwmeren in de omgeving.
Koeien en schapen
Langs de weg van Madrid naar Lissabon ziet men alleen wat schapen en effen witte, zwarte en vooral bruine koeien lopen. De Nederlandse veebedrijven hebben Friese koeien maar die bevinden zich vooral ten noorden en ten zuiden van Évora. De koeien en schapen dragen kenmerkende bellen, de chocalhos, die een typerend geluid maken. Deze zijn door de UNESCO erkend als immaterieel cultureel erfgoed. In de streek zijn nog veel herders die op traditionele wijze rondtrekken met hun kudden.

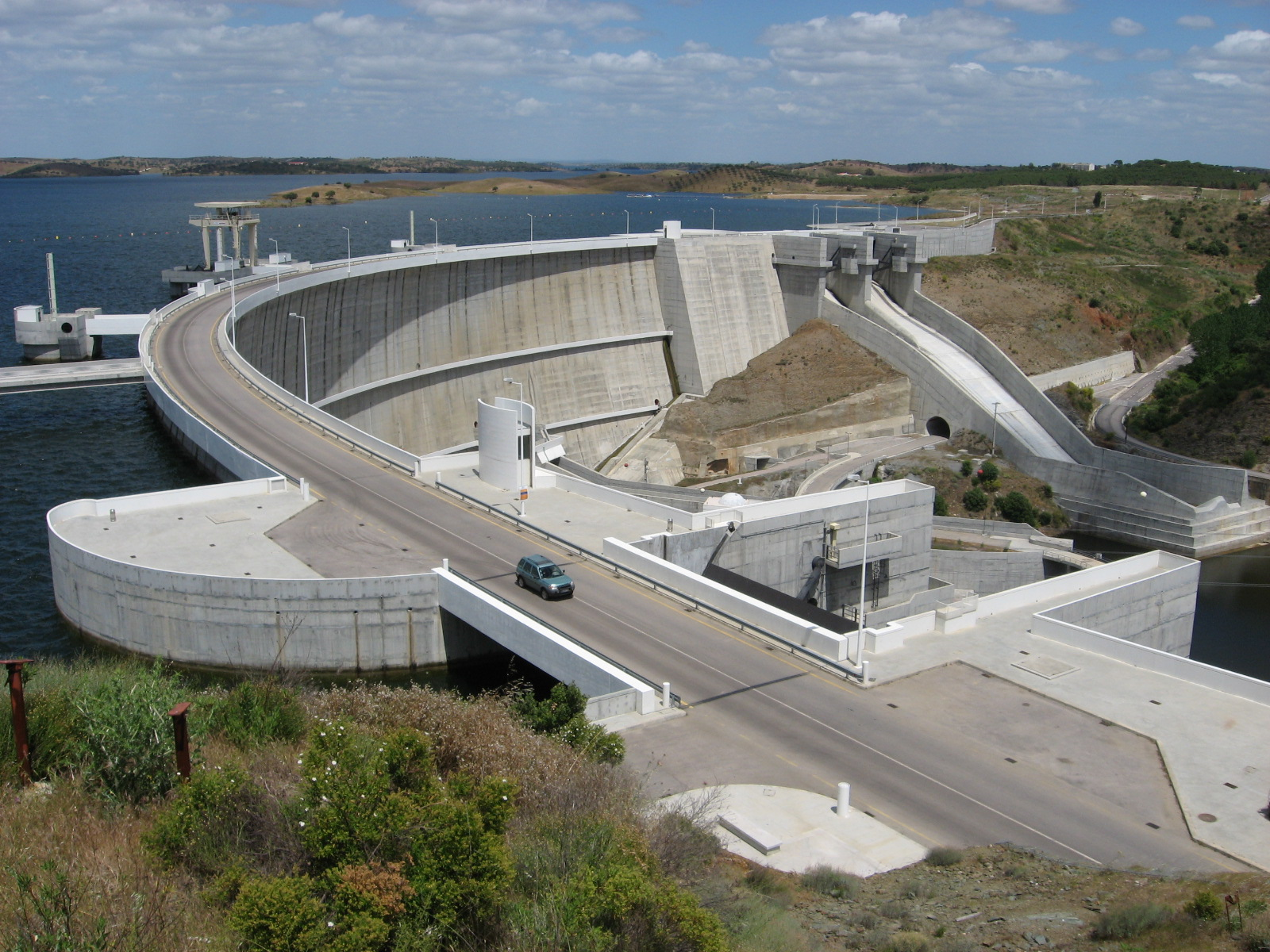
Alqueva-dam
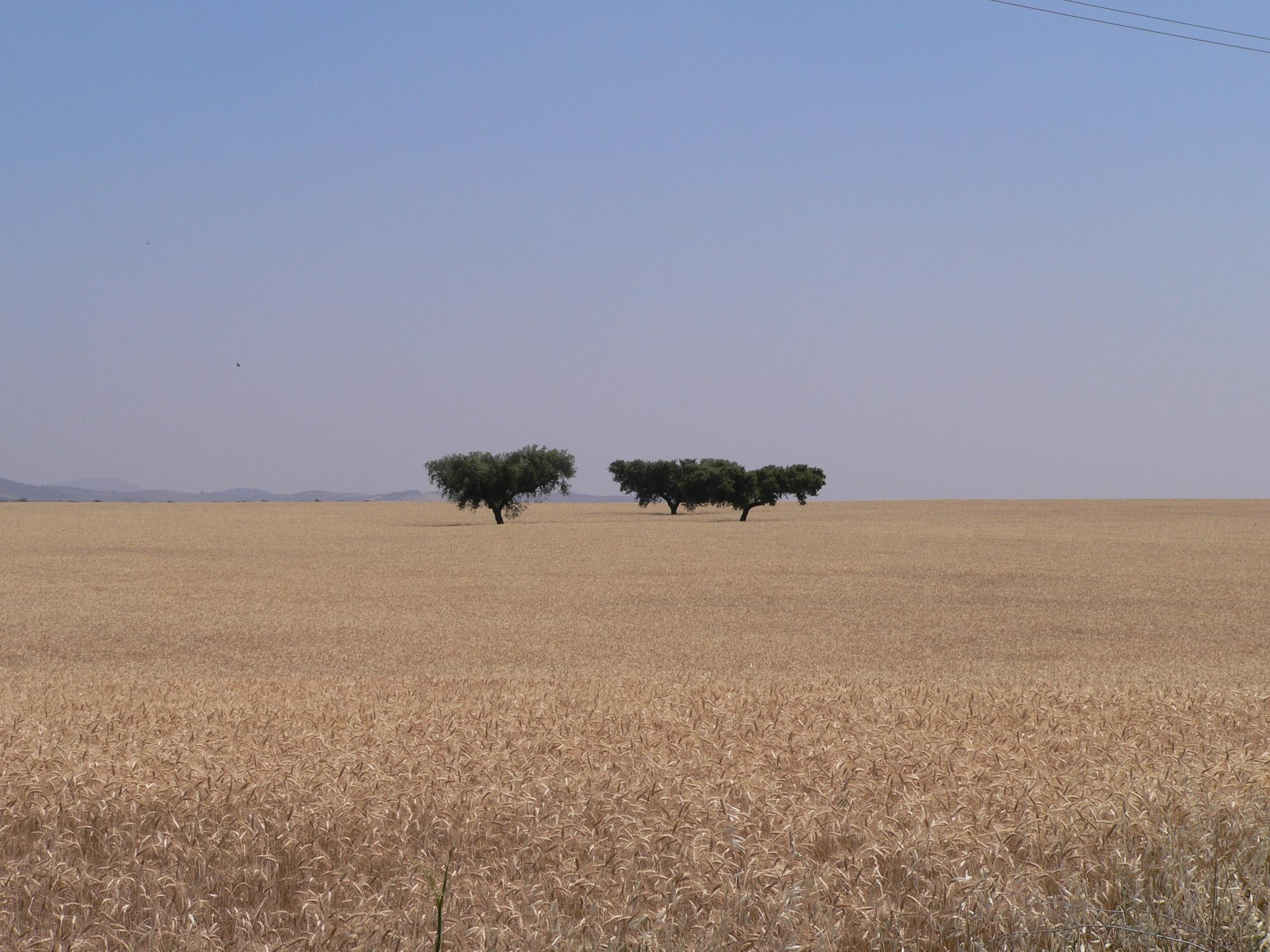
De "broodmand"

## Cultuur
De muziekstijl cante alentejano komt uit Alentejo. Cante alentejano is een traditie van polyfone koorzang die van generatie op generatie wordt overgedragen. In 2014 werd cante alentejano door de UNESCO erkend als immaterieel cultureel erfgoed.
Alentejo · Algarve · Azoren (autonoom) · Centro · Lissabon · Madeira (autonoom) · Norte